# Jim Sullivan
James Anthony Sullivan (Nebraska, 13 augustus 1940 – verdwenen op 6 maart 1975 te Santa Rosa, New Mexico) was een Amerikaanse zanger, songwriter en gitarist die na het uitbrengen van twee studioalbums op 34-jarige leeftijd verdween. Zijn verdwijnen blijft tot op heden een raadsel.

## Jonge jaren
Sullivan verhuisde op jonge leeftijd met zijn ouders vanuit Nebraska naar San Diego. Op de middelbare school besloot hij zelf muziek te gaan maken na geluisterd te hebben naar lokale bluesgroepen. Sullivan begon als gitarist in een plaatselijke rockband, de Survivors, waarvan zijn schoonzus Kathie Doran ook deel uitmaakte. In 1968 verhuisde hij met zijn vrouw en zoon naar Los Angeles.

## Carrière
Terwijl zijn vrouw werkte bij Capitol Records, schreef Sullivan liedjes en trad hij op in steeds prestigieuzere clubs in de omgeving van Los Angeles, zoals de Raft Club in Malibu. In dit circuit raakte hij bevriend met Hollywoodfiguren als Lee Majors, Lee Marvin] en Harry Dean Stanton]. Zo verscheen Sullivan als figurant in de film Easy Rider. Zijn vrienden droegen de financiële middelen bij die hem in staat stelden een album van zijn liedjes op te nemen met de toen toonaangevende sessiemuzikant en toetsenist Don Randi, drummer Earl Palmer en contrabas-speler Jimmy Bond], die ook de arrangeur en medeplatenproducent was. Nadat Capitol Records de kans om de plaat uit te brengen had afgewezen, werd deze uitgebracht door Sullivans vriend Al Dobbs op het kleine platenlabel Monnie, een label dat hij speciaal hiervoor had opgericht. Het album, U.F.O. verscheen in 1969 en bevatte door Sullivan geschreven nummers in een stijl die een mix van folkmuziek, rockmuziek en countrymuziek was. In 1972 nam hij een tweede album op, Jim Sullivan', dat werd uitgebracht door Playboy Records. Beide platen waren niet succesvol.
Toen Sullivan aan de drank raakte en hierdoor zijn huwelijk leek te gaan stranden, besloot hij in 1975 naar Nashville te reizen om daar net als Kathie Doran te gaan werken als zanger en liedjesschrijver.

## Verdwijning
Op 4 maart 1975 verliet Sullivan Los Angeles om naar Nashville te rijden. De volgende dag checkte hij in in het La Mesa Motel in Santa Rosa, New Mexico. Hij werd de volgende dag nog gezien op een afgelegen ranch. Zijn auto werd later achtergelaten op de ranch gevonden. Sullivan werd naar verluidt voor het laatst gezien toen hij van zijn auto weg liep. De Volkswagen Kever bevatte Sullivans geld, papieren, gitaar, kleren en een doos met zijn onverkochte platen. Sindsdien is er nooit meer iets van hem vernomen.